# Грачов Микола Васильович
Мико́ла Васи́льович Грачо́в (рос. Никола́й Васи́льевич Грачё́в; 29 грудня 1905 (11 січня 1906), Петербург, Російська імперія — 26 липня 1989, Київ, Українська РСР) — український кінорежисер, драматург. Заслужений діяч мистецтв УРСР (1951).

## Біографічні відомості
1930 року закінчив Вищі державні курси мистецтвознавства при Ленінградському інституті історії мистецтв.
У 1942—1973 роках працював на Київській кіностудії науково-популярних фільмів.

## Фільмографія
Науково-популярні фільми:
- «У пісках Середньої Азії» (1942) — разом з Олександром Згуріді,
- «Догляд за плодоносним садом» (1943),
- «Тушіння пожеж» (1944)
- «Наше серце» (1945),
- «Вони бачать знову» ([1948 у кіно|[1948]], Диплом Міжнародного кінофестивалю, Карлови Вари, 1948),
- «Кругла стеблина» (1947),
- «Оптична пересадка рогівки»,
- «Камнерізна машина» (1948),
- «Тканьова терапія» (1949),
- «Досягнення сільськогосподарської науки» (1950),
- «Як уберегтися від захворювань» (1953),
- «Слідами невидимих ворогів» (1955, Почесна грамота Міжнародного кінофестивалю, Монтевідео, 1956),
- «Механізація і електріфікація тваринництва» (1959),
- «Про пил та пилинки» (1961),
- «До таємниць довголіття» (1962),
- «Портрет хірурга» (1964, Ломоносівська премія, 1965; Приз «Срібний глобус» Міжнародного кінофестивалю, Лейпциг, 1964),
- «Сила, що керує світами» (1973).
- «Клітини багатоклітинного організму» (1967),
- «Від двох до семи» (1968),
- «Краснополянський бурторозплідник» (1969),
- «Матерям світу» (1970) та ін.